# Canzone della crociata albigese
La Canzone della crociata albigese (titolo originale  Canso de la crosada) è un antico poema epico occitano che narra gli eventi della crociata albigese dal marzo del 1208 al giugno del 1219. Modellata sulla chanson de geste, in lingua d'oïl, essa è composta di due parti distinte: la prima parte è stata scritta da Guilhèm de Tudèla verso il 1213, mentre la seconda e ultima parte da un anonimo redattore. Tuttavia, studi recenti hanno portato a suggerire come autore della seconda parte il trovatore Gui de Cavalhon. La chanson rappresenta uno dei tre più importanti racconti della crociata albigese, insieme alla Historia Albigensis di Pierre des Vaux-de-Cernay e la Chronica di Guilhèm de Puèglaurenç.

## Pubblicazione
Del testo completo della Canso esiste un solo manoscritto (fr. 25425, conservato nella Biblioteca nazionale di Francia), redatto a Tolosa o nei suoi pressi, verso il 1275. La prima edizione critica venne pubblicata con traduzione in francese — Chanson de la croisade contre les albigeois — da Paul Meyer in due volumi (1875–1879). Eugène Martin-Chabot ne pubblicò un'altra multi-volume sotto il titolo Chanson de la croisade albigeoise. Henri Gougaud usa lo stesso titolo nella sua edizione in un unico volume del 1992.

## Contenuto

### Prima parte
La prima parte venne scritta da Guilhèm de Tudèla (così l'autore scrive il suo nome nelle lasse 1 e 9), probabilmente nel 1213. I primi 2749 versi sono raggruppati in 130 laisses ("lasse", vale a dire stanze di varia lunghezza), cominciando a narrare la storia dell'evento proprio dall'inizio dell'anno 1213. La composizione e smaccatamente partigiana, a favore dei crociati e contro i loro oppositori, i catari e i "meridionali" in generale.

### Seconda parte
La seconda parte comprende i restanti 6811 versi del poema (lasse 131-214). L'identità dell'autore è incerta, sebbene sia stato proposto di recente, come detto precedentemente, il nome di Gui de Cavalhon. Questa seconda parte comprende gli eventi che vanno dal 1213 in poi, considerando differenti punti di vista, criticando i crociati ed è decisamente favorevole ai "meridionali" non catari. Gli storici considerano la Canso un documento importante di questo intero periodo perché rappresenta la sola maggiore fonte di narrazione che tratta un punto di vista meridionale; particolarmente importante è il periodo che va dall'aprile del 1216 al giugno del 1219, in quanto il racconto in prosa di Pierre des Vaux-de-Cernay diventa molto vago e lacunoso a cominciare proprio dal 1216 in avanti.
L'autore era apparentemente un uomo colto, dimostrando una qualche conoscenza in teologia e in legge, e apparteneva alla diocesi di Tolosa (in quanto chiama il vescovo Folquet de Marselha "nostro vescovo"). Michel Zink suggerisce che egli si trovasse con Raimondo VII di Tolosa a Roma e in Provenza durante gli anni che vanno dal 1215 al 1216. Il poeta menziona la morte di Guy de Montfort, la quale avvenne effettivamente nel 1228; è lecito perciò chiedersi se l'intera seconda parte fosse stata scritta dopo questa data, o se il riferimento alla morte di Guy fosse un'aggiunta successiva.
Saverio Guida, ribadiamo, avanza l'ipotesi che Gui de Cavalhon possa esserne l'autore. Ricordiamo che Gui, oltre ad essere un trovatore, era anche un nobile, e uno dei più fedeli alleati di Raimondo VI di Tolosa.

## Estratto dallaCanso de la Crosada
Qui viene narrata la morte di Pietro il Cattolico durante la battaglia di Muret:
El bos reis d'Arago, cant les ag perceubutz
Ab petits companhos es valor atendutz
E l'ome de Tolosa i son tuit correguz
Que anc ni coms ni reis non fon de ren creutz
E anc no saubon mot trols fances son vengutz
E van trastuit en la on fol reis conogutz
E el escrida "Eu sol reis!" mas no i es entendutz
E fo si malament e nafratz e ferutz
Que per meja la terra s'es lo sancs espandutz
E loras cazec mortz aqui tot estendutz
E l'autri, cant o viro, tenos per deceubutz.
[...]
Molt fo gran lo damnatge, e'l dol, e'l perdiment
Cant lo rei d'Aragon remas mort e sagnens,
E molt d'autres baros, don fo gran l'aunimens
A tot lo crestianesme e a trastotas gens.